# Kami nomi zo Shiru Sekai
Kami nomi zo Shiru Sekai (神のみぞ知るセカイ, Kami nomi zo Shiru Sekai; O Mundo que Apenas Deus Conhece), também conhecido como Kami nomi ou The World God Only Knows é uma série de mangá escrita e ilustrada por Wakaki Tamiki. O mangá é serializado na revista Weekly Shōnen Sunday da Shogakukan desde abril de 2008, formando dez volumes em setembro de 2010. Uma versão prévia da história foi lançada na 32.ª edição da Weekly Shōnen Sunday de 2007, sob o título de Koishite!? Kami-sama (恋して!?神様). A 19.ª edição de 2010 da revista anunciou uma adaptação em anime, que iniciou em outubro de 2010. Em dezembro de 2010 foi confirmada a produção da segunda temporada do anime, que começou a ser exibida em 11 de abril de 2011.

## História
Katsuragi Keima, um estudante do segundo ano, é viciado em jogos bishōjo. Conhecido como O Deus da Conquista (落とし神, Otoshi-gami) devido às suas lendárias habilidades de "conquistar" as garotas 2D nos jogos. Contudo, Keima é conhecido na escola como otamegane (オタメガネ), uma junção das palavras otaku (オタク) e megane (メガネ-"óculos"), pois anda pela escola jogando seus jogos em seu "PFP", inclusive durante as aulas.
No início da série, Keima recebe um e-mail oferecendo-o um contrato para "conquistar" garotas. Quando ele aceita, acreditando ser um desafio em um jogo, um demónio do inferno chamada Elsie aparece. A partir de então, Keima passa a ter um contrato com ela, onde ele deve capturar espíritos que fugiram. Esses espíritos estão localizados dentro do coração de algumas garotas e a única maneira de retirá-los de lá é "conquistando" o coração delas, fazendo-as se apaixonarem por ele. Interessado somente em garotas de jogos, Keima inicialmente recusa a proposta, mas o contrato que ele aceitou diz que ele não tem escolha. A série foca as aventuras de Keima e Elsie tentando capturar os espíritos. Os espíritos fugitivos são espíritos de humanos mortos que tentam voltar ao mundo real. Para isso, eles absorvem a maldade no coração das pessoas, até que tenham força suficiente para ressuscitar. Alguns destes são espíritos de demônios mortos, que são mais fortes que os normais.
Existem três mundos conectados pelas almas: o Inferno, o Paraíso e a Terra. Quando um humano morre, sua alma é levada para o Inferno para ser purificada. Após isso, o Paraíso coloca a alma novamente em um corpo humando, formando um ciclo infinito. Porém, o Inferno se aproveita da maldade dentro das almas, causando um desequilíbrio na relação. Durante muito tempo o Inferno acumulou a maldade das pessoas e formulou um plano onde ele atacaria o Paraíso e dominaria os três mundos. Visando impedir o plano, os deuses do Céu selaram o Inferno e criaram um novo, onde os novos demônios capturam os anitgos para manter a harmonia. Porém, o selo foi removido e os demônios antigos e os deuses voltaram para a Terra.

## Personagens
Katsuragi Keima (桂木 桂馬)
Dublado por: Hiro Shimono
Keima é o protagonista da história. Tem 17 anos e está na Academia Miajima. Na escola, ele é conhecido por ficar o tempo todo jogando games, inclusive durante as aulas, o que lhe rendeu o apelido de otamegane, mas, mesmo assim, suas notas são as maiores da sala. No mundo 2D, ele é conhecido como O Deus da Conquista, pois suas habilidades em dating sim são impressionantes. Ele crê que sua vida está totalmente direcionada para o mundo virtual, portanto o mundo real nao lhe diz respeito. Um dia, quando estava checando suas mensagens, aparece um convite para capturar garotas. Ele aceita e, automaticamente, ele se torna parceiro de Elsie, uma demônio do inferno incarregada de capturar espíritos fugitivos. Para obter mais sucesso, Keima passa a utilizar suas táticas nos jogos durante suas conquistas, o que gera grandes resultados.
Elsea de Lute Irma (エリュシア・デ・ルート・イーマ)
Dublada por: Kanae Itō
Elsie foi por 300 anos a encarregada da limpeza no inferno. Depois que o "Novo Inferno" foi criado, ela ficou encarregada da captura de espíritos fugitivos. Para ajudá-la na missão, ela fez um contrato com Katsuragi Keima, onde ele a ajudaria a cumprir seu dever. Elsie é considerada um desastre pelos demônios, principalmente pelo fato de ter sido por muito tempo a responsável pela limpeza. Ela se desconcentra facilmente, o que muitas vezes a põe em perigo.
Hakua du Lot Herminium (ハクア・ド・ロット・ヘルミニウム)
Dublada por: Saori Hayami
Hakua é um demônio amigo de Elsie e, assim como ela, trabalha na captura dos espíritos fugitivos. Quando na escola, Hakua sempre foi a primeira da turma e isso continuou por toda sua vida, tornando-se Chefe do Distrito, mas, ela nunca realizara uma captura e considerava isso como culpa de sua parceira. Quando encontrou-se com Elsie, Hakua realizou sua primeira captura, com a ajuda da amiga.
Ayukawa Tenri (鮎川 天理)
Tenri é uma amiga de infância de Keima. Quando menor, em uma excursão da escola, ela e Keima se perderam em uma caverna subterrânea e deram de frente com a quebra do selo do Antigo Inferno e a consequente fuga em massa de espíritos. Para sairem de lá, ela decidiu receber a ajuda de Diana uma das deusas do Céu. Desde então, Diana vive dentro do corpo dela, podendo tomar o controle do corpo quando quiser.

## Mídia

### Mangá
O mangá Kami nomi zo Shiru Sekai teve seu primeiro capítulo lançado em 9 de abril de 2008, na revista Shōnen Sunday, escrito e ilustrado por Wakaki Tamiki. Anteriormente uma versão prévia do mangá, intitulada "Koishite!? Kami-sama!!" (恋して!? 神様) havia sido publicada em 2007. O mangá é publicado semanalmente. A publicação é feita pela Shogakukan; o primeiro volume em formato tankōbon foi lançado em 11 de julho de 2008 e em dezembro de 2010 11 volumes já haviam sido lançados.

### Light Novel
Um light novel chamado Kami nomi zo Shiru Sekai - Deus, o Demônio e o Anjo (神のみぞ知るセカイー神と悪魔と天使, Kami nomi zo shiru sekai - Kami to Akuma to Tenshi), escrito por Arisawa Mamizu e ilustrado por Wakaki Tamiki, foi publicado em 19 de maio de 2009 pela Shogakukan. O light novel apresenta uma história diferente da anterior, com nove personagens do mangá original.
Um segundo light novel chamado Kami nomi zo Shiru Sekai 2 Oração, Maldição e Milagre (神のみぞ知るセカイ 2 祈りと呪いとキセキ, Kami nomi zo Shiru Sekai 2 Inori to Noroi to Kiseki) com Hakua como protagonista foi lançada em 18 de maio de 2010.

### Anime
Uma adaptação do mangá em anime foi anunciada pela Shogakukan através do capítulo 94 do mangá. O anime é produzido pela Manglobe. Um episódio prólogo em OVA foi lançado junto do décimo volume do mangá, em 17 de setembro de 2010. A primeira temporada do anime foi ao ar na TV Tokyo em 6 de outubro de 2010 e finalizou em 22 de dezembro de 2010, cobrindo os primeiros 12 capítulos do mangá. Uma segunda temporada foi confirmada pelo mangá, estreando em 11 de abril de 2011 e cobrindo os arcos de Kasuga Kusunoki, Hakua du Lot Herminium, Nagase Jun e Kosaka Chihiro. Em 2012, foi ao ar dois OVA's que cobriram o arco Ayukawa Tenri. A terceira temporada estreou em 8 de julho de 2013 e cobriu os arcos de Velha Conquista e Festival Mai-High, e foi finalizada em 23 de setembro de 2013.

#### Episódios
| #  | Título | Arco            | Baseado no Original | Estreia                |
| -- | --- | --------------- | ------------------- | ---------------------- |
| 1  | "FLAG 1.0 O Mundo é Movido pelo Amor" "FLAG 1.0 世界はアイで動いている (Sekai wa Ai de Ugoiteru)" | Takahara Ayumi  | FLAG.1              | 6 de Outubro de 2010   |
| 2  | "FLAG 2.0 Uma Irmã Menor Diabólica" "FLAG 2.5 Querida, Você é uma menina rica" "FLAG 2.0 あくまでも妹です (Akumademo Imouto desu)" "FLAG 2.5 ベイビー・ユー・アー・ア・リッチ・ガール (Beibii yū ā ricchi gāru)" | Aoyama Mio      | FLAG.2,3            | 13 de Outubro de 2010  |
| 3  | "FLAG 3.0 Dirija meu Carro" "FLAG 3.5 Eu Não Quero Estragar a Festa" "FLAG 3.5 ドライヴ・マイ・カー (Doraivu Mai Kā)" "FLAG 3.5 パーチィーはそのままに (Pāchii wa Sono Mama ni)"                                 | Aoyama Mio      | FLAG.4,5            | 20 de Outubro de 2010  |
| 4  | "FLAG 4.0 A Cruzada que Está Acontecendo Lá Fora" "FLAG 4.0 今そこにある聖戦 (Ima soko ni aru Seisen)" | ASA             | FLAG.17             | 27 de Outubro de 2010  |
| 5  | "FLAG 5.0 Ídolo Bomba!!" "FLAG 5.0 IDOL BOMB!! (Aidoru Bomu!!)" | Nakagawa Kanon  | FLAG.7,8            | 3 de Novembro de 2010  |
| 6  | "FLAG 6.0 Eu sou Ordinária?" "FLAG 6.0 ワタシ平凡？ (Watashi Heibon?)" | Nakagawa Kanon  | FLAG.9              | 10 de Novembro de 2010 |
| 7  | "FLAG 7.0 Estrela Brilhante" "FLAG 7.0 Shining Star (Shainingu Sutā)" | Nakagawa Kanon  | FLAG.10             | 17 de Novembro de 2010 |
| 8  | "FLAG.8.0 Unindo-se se se se" "FLAG 8.0 Coupling with with with with (Kappuringu Uizu Uizu Uizu Uizu)" | ASA             | FLAG.11,12          | 24 de Novembro de 2010 |
| 9  | "FLAG 9.0 Dentro e Fora da Grande Muralha" "FLAG 9.0 大きな壁の中と外 (Ōkina Kabe no Naka to Soto)" | Shiomiya Shiori | FLAG.13             | 1 de Dezembro de 2010  |
| 10 | "FLAG 10.0 Dentro de Mim......" "FLAG 10.0 あたしの中の・・・・・・(Atashi no Naka no......)" | Shiomiya Shiori | FLAG.14,15          | 8 de Dezembro de 2010  |
| 11 | "FLAG 11.0 O Último Dia" "FLAG 11.0 おしまいの日 (Oshimai no Hi)" | Shiomiya Shiori | FLAG.16             | 15 de Dezembro de 2010 |
| 12 | "FLAG 12.0 Mais que um Deus, Menos que um Humano" "FLAG 12.0 神以上、人間未満 (Kami Ijō, Ningen Miman)" | ASA             | FLAG.6              | 22 de Dezembro de 2010 |

| #  | Título | Arco                   | Baseado no Original | Estreia             |
| -- | --- | ---------------------- | ------------------- | ------------------- |
| 1  | "FLAG 1.0 A Solitária Flor Florescente" "FLAG 1.0 一花繚乱 (Ikka ryōran)"                                                                                | Kasuga Kusunoki        | FLAG.18-20          | 11 de Abril de 2011 |
| 2  | "FLAG 2.0 Resolvido com um Punho" "FLAG 2.0 一拳落着 (Ikken Rakuchaku)"                                                                                  | Kasuga Kusunoki        | FLAG.20-22          | 18 de Abril de 2011 |
| 3  | "FLAG 3.0 Chega a Chefe do Distrito" "FLAG 3.0 地区長、来たる。(Chikuchō, Kitaru.)"                                                                      | Hakua du Lot Herminium | FLAG.22-24          | 25 de Abril de 2011 |
| 4  | "FLAG 4.0 Chefe do Distrito, Recuperando Seu Orgulho" "FLAG 4.0 地区長、誇りを取り戻す (Chikuchō, Hokori wo Torimodosu)"                                 | Hakua du Lot Herminium | FLAG.25,26          | 2 de Maio de 2011   |
| 5  | "FLAG 5.0 Até Você Achar seu Caminho, Sempre Choverá" "FLAG 5.0 たどりついたらいつも雨ふり (Tadoritsuitara itsumo Ame furi)"                             | Kosaka Chihiro         | FLAG.28,29          | 9 de Maio de 2011   |
| 6  | "FLAG 6.0 10% de Expectativa de Chuva" "FLAG 6.0 10％の雨予報 (Jū pāsento no Ame yohō)"                                                                  | Kosaka Chihiro         | FLAG.30,31          | 16 de Maio de 2011  |
| 7  | "FLAG 7.0 Cantando na Chuva" "FLAG 7.0 Singing in the Rain (Shingingu in za Rein)"                                                                       | Kosaka Chihiro         | FLAG.31,32          | 23 de Maio de 2011  |
| 8  | "FLAG 8.0 Primeira☆Incumbência" "FLAG 8.5 Chá para Três" "FLAG 8.0 はじめての☆おつかい (Hajimete no☆Otsukai)" "FLAG 8.5 3人でお茶を (Sannin de Ocha wo)" | ASA                    | FLAG.27,33          | 30 de Maio de 2011  |
| 9  | "FLAG 9.0 Nagase-sensei do 2.º Ano B" "FLAG 9.0 2年B組長瀬先生 (Ninen B-Gumi Nagase-sensei)"                                                             | Nagase Jun             | FLAG.36,37          | 6 de Junho de 2011  |
| 10 | "FLAG 10.0 Guerra☆Escolar" "FLAG 10.0 スクール☆ヴォーズ (Sukūru☆Vōzu)"                                                                                   | Nagase Jun             | FLAG.38-40          | 13 de Junho de 2011 |
| 11 | "FLAG 11.0 Dentro do Coração, O Sol Sempre..." "FLAG 11.0 いつも心に太陽を (Itsumo Kokoro ni Taiyō wo)"                                                  | Nagase Jun             | FLAG.40,41          | 20 de Junho de 2011 |
| 12 | "FLAG 12.0 Guerras de Verão" "FLAG 12.0 サマーヴォーズ (Samā Vōzu)"                                                                                      | ASA                    | FLAG.75             | 27 de Junho de 2011 |

| # | Título                                                                                          | Arco           | Baseado no Original | Estreia                |
| - | ----------------------------------------------------------------------------------------------- | -------------- | ------------------- | ---------------------- |
| 1 | "4 Pessoas e uma Ídolo" "４人とアイドル (Yonin to Aidoru)"                                      | ASA            | FLAG.54,55          | 16 de Setembro de 2011 |
| 2 | "Reunião" "再会 (Saikai)"                                                                       | Ayukawa Tenri  | FLAG.51-61          | 18 de Outubro de 2012  |
| 3 | "Encontro" "邂逅 (Kaikō)"                                                                       | Ayukawa Tenri  | FLAG.61-65          | 18 de Dezembro de 2012 |
| 4 | "Magical Star Kanon 100%" "マジカル ☆ スター かのん 100% (Majikaru ☆ sutā Kanon Hyaku-pāsento)" | Nakagawa Kanon | ASA                 | 18 de Junho de 2013    |

| #  | Título | Arco              | Baseado no Original    | Estreia                |
| -- | --- | ----------------- | ---------------------- | ---------------------- |
| 1  | "FLAG 1.0 Quando o Sol se põe" "FLAG 2.0 フェン ザ サン ゴーズ ダウン (Fen za san gōzu daun )"             | Velha Conquista   | FLAG.65,80,114,115,116 | 8 de Julho de 2013     |
| 2  | "FLAG 2.0 Formação Embaralhada" "FLAG 2.0 スクランブルフォーメーション (Sukuranburu Fōmēshon )"            | Velha Conquista   | FLAG.116-125           | 15 de Julho de 2013    |
| 3  | "FLAG 3.0 5 Inicios" "FLAG 3.0 5ホーム (Go Hōmu )"                                                         | Velha Conquista   | FLAG.126-130           | 22 de Julho de 2013    |
| 4  | "FLAG 4.0 Boneca de Salão Enrolada" "FLAG 4.0 ドールロールホール (Dōru Rōru Hōru )"                        | Velha Conquista   | FLAG.131-139           | 29 de Julho de 2013    |
| 5  | "FLAG 5.0 Punch de Date" "FLAG 5.0 パンチDEデート (Panchi de Dēto )"                                       | Velha Conquista   | FLAG.139-144           | 5 de Agosto de 2013    |
| 6  | "FLAG 6.0 Sobre Mim" "FLAG 6.0 私について (Watashi ni Tsuite )"                                            | Velha Conquista   | FLAG.145-150           | 12 de Agosto de 2013   |
| 7  | "FLAG 7.0 Bad Medicine" "FLAG 7.0 スクランブルフォーメーション (Sukuranburu Fōmēshon )"                    | Velha Conquista   | FLAG.150-157           | 19 de Agosto de 2013   |
| 8  | "FLAG 8.0 Combinação da Deusa" "FLAG 8.0 めがみみっくす (Megami Mikkusu)"                                  | Velha Conquista   | FLAG.150-164           | 26 de Agosto de 2013   |
| 9  | "FLAG 9.0 Amor Inexistente" "FLAG 2.0 スクランブルフォーメーション (Sukuranburu Fōmēshon )"                | Velha Conquista   | FLAG.165-171           | 2 de Setembro de 2013  |
| 10 | "FLAG 10.0 Labirinto" "FLAG 10.0 ラビリンス (Rabirinsu)"                                                   | Festival Mai-High | FLAG.161,172-178       | 9 de Setembro de 2013  |
| 11 | "FLAG 11.0 Mostre-me" "FLAG 2.0 スクランブルフォーメーション (Sukuranburu Fōmēshon )"                      | Festival Mai-High | FLAG.179-184           | 16 de Setembro de 2013 |
| 12 | "FLAG 12.0 Minha Primeira Lembrança de Amor" "FLAG 12.0 初めて恋をした記憶 (Hajimete Koi wo Shita Kioku )" | Festival Mai-High | FLAG.185-189           | 23 de Setembro de 2013 |

### Música

Capa do single
Kami Nomi zo Shiru Sekai Character CD.0 - Elsee

O tema de abertura da primeira temporada do anime é "God only knows" cantado por Oratorio The World God Only Knows e o principal tema de encerramento é "Koi no Shirushi" que possui 5 versões diferentes, cada versão é cantada por uma das personagens femininas (Ayumi Takahara, Mio Aoyama, Elsee, Kanon Nakagawa, Shiomiya Shiori).[carece de fontes?] O single da abertura "God only knows" foi lançado em 3 de dezembro de 2010. Foi lançado uma série de singles de personagens com canções cantadas pelas dubladoras das personagens femininas. Cada single inclui a música "Koi no Shirushi" cantada pela personagem que é representada. O primeiro single foi a da personagem Elsee (Kanae Ito) que foi lançado em 10 de novembro de 2010. O segundo single de personagens foi lançado em 17 de novembro de 2010 e foi cantado pela personagem Ayumi Takahara (Ayana Taketatsu). O terceiro single de personagens foi lançado em 24 de novembro de 2010 e foi cantado pela personagem Mio Aoyama (Aoi Yuuki). O quarto single de personagens foi lançado em 15 de dezembro de 2010 e foi cantado pela personagem Kanon Nakagawa (Nao Higashiyama). O quinto single de personagens foi lançado em 1 de dezembro de 2010 e foi cantado pela personagem Sora Asuka (Tomo Sakurai). O single da música de encerramento "Koi no Shirushi" foi lançado em 8 de dezembro de 2010 e possui as 5 versões diferentes da música e mais a versão instrumental. O sexto e último single de personagens foi lançado em 22 de dezembro de 2010 e foi cantado pela personagem Shiomiya Shiori (Kana Hanazawa). Foi lançado em 3 de março de 2011, um álbum musical da personagem Kanon Nakagawa (Nao Higashiyama), que possui 6 novas músicas e 10 faixas no total, com destaque para as músicas "ALL 4 YOU" e "LOVE KANON". O álbum com as OSTs do anime (compostas por Hayato Matsuo) foi lançado em 23 de março de 2011. Na segunda temporada, o tema de abertura utilizado é ""A Whole New World God Only Knows"", por Elisa e Lia sob o nome de "Oratorio The World God Only Knows" e o tema de encerramento é "Ai no Yokan" por "Kami no Mizo Shiri tai", que desta vez é composto pelas vozes das dubladoras da segunda temporada (Kanae Itō, Saori Hayami, Ami Koshimizu, Kana Asumi e Aki Toyosaki). O single da abertura da segunda temporada ("A Whole New World God Only Knows"), foi lançado em 18 de maio de 2011. O single do tema de encerramento da segunda temporada ("Ai no Yokan"), foi lançado em 28 de maio e 2011.
Um segundo conjunto de singles das personagens começará a ser lançado, correspondente as personagens da segunda temporada. Começando com o single da personagem Kusunoki Kasuga (Ami Koshimizu), lançado em 1 de junho de 2011. O segundo e terceiro single correspondente as personagens Hakua du Lot Herminium (Saori Hayami) e Chihiro Kosaka (Kana Asumi), serão lançados em 08 e 15 de junho de 2011, respectivamente.

#### Músicas do anime

##### Tema de Abertura
Primeira Temporada
 「God only knows 第三幕」 "God Only Knows Terceiro Ato"
Letra - Nishida Emi / Música - Maeguchi Wataru, Kimura Kaorishinra / Cantor - Oratorio The World God Only Knows
Segunda Temporada
「A Whole New World God Only Knows」
Letra - Nishida Emi / Música - Kawasaki Satomi / Cantor - Oratorio The World God Only Knows
Terceira Temporada
「God Only Knows - Secret of The Goddes (Extract)」
Letra - Nishida Emi / Música - Kawasaki Satomi / Cantor - Oratorio The World God Only Knows

##### Tema de Encerramento
Primeira Temporada
「コイノシルシ」(Koi no Shirushi) "Sinais de Amor"
Letra - Urushino Jun'ya / Música - Suda Etsuhiro
Cantora - Takahara Ayuki, estrelada por Taketatsu Ayana (Episódios 1 e 2)
Cantora - Aoyama Mio, estrelada por Yūki Aoi (Episódios 3, 5 e 6)
Cantora - Elsie, estrelada por Itō Kanae (Episódio 8)
Cantora - Nakagawa Kanon, estrelada por Tōyama Nao (Episódios 9 e 10)
Cantora - Shiomiya Shiori, estrelada por Hanazawa Kana (Episódio 11)
「たった一度の奇跡」 (Tatta Ichido no Kiseki) "Somente um Milagre" (Episódio 4)
Letra - Sakai Nobukazu / Música - Tenmon / Cantora - Asuka Sora, estrelada por Sakurai Tomo
「ハッピークレセント」 "Happy Crescent" (Episódio 7)
Letra - zoop / Música - Yamaguchi Akihiko / Cantora - Nakagawa Kanon, estrelada por Tōyama Nao
「集積回路の夢旅人」 (Shūsekikairo no Yumetabi Bito) "Sonhador do Circuito Integrado" (Episódio 12)
Letra - Wakaki Tamiki / Música - Kimura Kaorishinra / Cantor - Katsuragi Keima, estrelado por Shimono Hiro, junto de Oratorio The World God Only Knows
Segunda Temporada
「アイノヨカン」 (Ai no Yokan) "Premonição do Amor" (Episódio 1-3, 5-7, 9-11)
Letra - Urushino Jun'ya / Música - Suda Etsuhiro / Cantor - Kami nomi zo Shiri-tai
「アイノヨカン from 駆け魂隊」"Ai no Yokan, por Esquadrão Espírito Fugitivo" (Episódio 4, 8)
Letra - Urushino Jun'ya / Música - Suda Etsuhito / Cantor - Esquadrão Espírito Fugitivo: Elsie (Itō Kanae), Hakua (Hayami Saori)
 「God only knows 第三幕」 "God Only Knows Terceiro Ato" (Episódio 12)
Letra - Nishida Emi / Música - Maeguchi Wataru, Kimura Kaorishinra / Cantor - Oratorio The World God Only Knows

##### Outras
Primeira Temporada
「初めての色」 (Hajimete no Iro) "Primeira Cor" (Episódio 4)
Letra - Sakai Nobukazu / Música - Tenmon / Cantora - Asuka Sora, estrelada por Sakurai Tomo
「ALL 4 YOU」 (Episódio 5 e 6)
Letra - zoop / Música - Yamaguchi Akihiko / Cantora - Nakagawa Kanon, estrelada por Tōyama Nao
「LOVE KANON」 (Episódio 5)
Letra - zoop / Música - Yamaguchi Akihiko / Cantora - Nakagawa Kanon, estrelada por Tōyama Nao
「ハッピークレセント」 "Happy Crescent" (Episódio 5 e 6)
Letra - zoop / Música - Yamaguchi Akihiko / Cantora - Nakagawa Kanon, estrelada por Tōyama Nao
「らぶこーる」 (Rabukōru) "Cortejado" (Episódio 7)
Letra - Wakaki Tamiki / Música - Kawasaki Satomi / Cantora - Nakagawa Kanon, estrelada por Tōyama Nao
「恋、ヨロシクお願いします!」 (Koi, Yoroshiku Onegai shimasu) "Amor, Obrigado" (Episódio 7)
Letra - Mutsumi Sumiyo / Música - Yamada Tomokazu / Cantora - Citron, estrelada por Hidaga Satona, Uchida Makotorei e Higashiyama Manao
「Oh!まい☆GOD!!」 "Oh! My☆GOD!!" (Episódio 8)
Letra - Mutsumi Sumiyo / Música - M.C.E. / Cantora - Elsie, estrelada por Itō Kanae
「God only knows」 (Episódio 11 e 12)
Letra - Nishida Emi / Música - M.C.E. / Cantor - Oratorio The World God Only Knows
Segunda Temporada
「初めて恋をした記憶」 (Hajimete Koi wo Shita Kioku) "Primeira Lembrança do Amor" (Episódio 7)
Letra e Música - mixakissa / Cantora - Kosaka Chihiro, estrelada por Asumi Kana
「HAPPYEND」 (Episódio 12)
Letra - Wakaki Tamiki / Música - Kawasaki Satomi / Cantor - Katsuragi Keima & Sugimoto Yotsuba, estrelados por Shimono Hiro & Tange Sakura
「ウラハラブ」 "Uraha Love" (Episódio 12)
Letra - zoop / Música - Fukumoto Kōshirō / Cantora - Nakagawa Kanon, estrelada por Tōyama Nao

#### OVA
Em 16 de Setembro de 2011, junto do volume 14 do mangá, foi lançado um OVA, chamado Yonin to Idol (四人とアイドル, Quatro Pessoas e uma Idol). O episódio cobriu os capítulos 54 e 55 do mangá, além de marcar a primeira aparição da banda 2-B Pencils no anime. Apesar de não estar nessa parte do mangá, a personagem Yui faz uma aparição no tema de encerramento.

##### Músicas
Tema de Abertura
「夏色サプライズ」 (Natsuiro Surprise)
Letra - zoop / Música - Watanabe Takuya / Cantora - Nakagawa Kanon starring Tōyama Nao
Tema de Encerramento
「初めて恋をした記憶」 (Hajimete Koi wo Shita Kioku) "Primeira Lembrança do Amor" (Episódio 7)
Letra e Música - mixakissa / Cantora - Kosaka Chihiro, estrelada por Asumi Kana